# NGC 3079
NGC 3079 is een balkspiraalstelsel in het sterrenbeeld Grote Beer. Het hemelobject ligt 56,4 miljoen lichtjaar van de Aarde verwijderd en werd op 1 april 1790 ontdekt door de Duits-Britse astronoom William Herschel.

## Synoniemen
- UGC 5387
- MCG 9-17-10
- ZWG 266.8
- IRAS 09585+5555
- PGC 29050
- Holm 156A